# خوزه بنیتو ریوس
خوزه بنیتو ریوس (انگلیسی: José Benito Ríos; ۴ مارس ۱۹۳۵ – ۳۰ آوریل ۲۰۰۸) بازیکن فوتبال اهل شیلی بود.